# Ferrari (Film)
Ferrari ist ein Film von Michael Mann über den italienischen Rennfahrer und Rennstallbesitzer Enzo Ferrari. Die Hauptrolle spielt Adam Driver, Ferraris Frau wird von Penélope Cruz verkörpert.

## Handlung
Die Geschichte beginnt im Jahr 1957. Enzo Ferrari hat die Nacht bei seiner Geliebten verbracht. Er steht auf, deckt das Kind im Nebenzimmer liebevoll zu und verlässt leise das Haus. Seit zwölf Jahren führt er heimlich eine Beziehung mit Lina Lardi, für die er ein Landhaus außerhalb von Modena gekauft hat. Verheiratet ist er mit Laura, die praktisch die Firmengeschäfte führt. Mit ihr hat er eine Vereinbarung, dass er leben kann, wie er will unter der Voraussetzung, dass er jeden Morgen pünktlich, vor den Hausangestellten, am Frühstückstisch sitzt. Von der Beziehung von Enzo und Lina und dem Sohn Piero des Paares ahnt sie nichts. Nicht nur das Familienleben an sich ist für Enzo problematisch – der Tod ihres Sohns Alfredo „Dino“ Ferrari vor einem Jahr führte zu einer schweren psychischen Krise des Ehepaars. Als Laura schließlich von Enzos langjähriger, eheähnlichen Beziehung mit Lina erfährt, rastet sie völlig aus, und der Ehe- und Business-Krieg zwischen den beiden eskaliert. Enzo ringt mit sich, ob er Piero offiziell als seinen Sohn anerkennen soll.
Die Geschäfte der Firma laufen schlecht. Nicht einmal 100 der Luxuswagen hat man in diesem Jahr verkauft, viel zu wenig, um den Rennsport – und damit den eigentlichen Existenzgrund für die Firma – zu finanzieren. Und nun hat ausgerechnet der Konkurrent Maserati den Streckenrekord im Autodromo di Modena, praktisch vor der Haustür der Ferrari, gebrochen. Enzo steht in jeder Hinsicht unter Druck. Die Rettung der Firma sieht er in dem Gewinn der Mille Miglia.
Nachdem Eugenio Castellotti bei einer Testfahrt tödlich verunglückt ist, wird dieser durch den Spanier Alfonso de Portago ersetzt, der schon früher als Privatfahrer Ferrari gefahren ist. Damit umfasst das Ferrari-Werksteam für die Mille Miglia die fünf Fahrer Piero Taruffi, Peter Collins, Wolfgang Graf Berghe von Trips, Olivier Gendebien und de Portago. Als das Rennen schließlich gestartet wird, stehen Enzo, die Fahrer und die Crew gleichermaßen unter Stress. Kurz vor dem Ziel kommt es zu dem katastrophalen Crash. De Portago und sein Beifahrer sind sofort tot, der Unfallort ist ein Horror von Leichenteilen, Verletzten, Autotrümmern, Feuer und Verwüstung. Techniker und Mitarbeiter der Scuderia eilen zum Unfallort. Enzo Ferrari wird vorgeworfen, Schuld an dem Unfall zu sein. Er muss Laura versprechen, zu ihren Lebzeiten, den Namen Ferrari nicht an seinem Sohn Piero weiterzugeben. Der Film endet mit Enzo und Piero beim Friedhof um Pieros Bruder Dino zu besuchen.

## Historischer Hintergrund
Bei der 24. Mille Miglia kam es am 12. Mai 1957 nahe der Ortschaft Guidizzolo zu einem schweren Unfall. Der Ferrari-Pilot Alfonso de Portago lag mit seinem Ferrari 335S ca. 50 km vor dem Ziel an der Spitze des Feldes, als ein Reifen platzte, der Wagen sich überschlug und in eine Gruppe von Zuschauern am Straßenrand stürzte. De Portago und sein Navigator Edmund Nelson waren sofort tot, neun Zuschauer starben, darunter fünf Kinder, 20 weitere Personen wurden schwer verletzt.
Drei Tage nach dem Unfall wurden mit Erlass der italienische Regierung alle Autorennen auf italienischen Straßen verboten, was das Ende von Mille Miglia bedeutete. Die Staatsanwaltschaft nahm Untersuchungen des Unfalls auf, in denen festgestellt wurde, dass der Pilot einen fälligen Reifenwechsel hinausgezögert hatte. Enzo Ferrari wurde wegen Totschlags angeklagt, die Anklage wurde 1961 eingestellt.

## Produktion
Ferrari ist der erste Spielfilm des Regisseurs seit Blackhat (2015). An dem Ferrari-Projekt arbeitete Michael Mann mehr als 15 Jahre. Ursprünglich sollte das Buch von Brock Yates durch Sydney Pollack verfilmt werden. Nach dem Ausstieg von Christian Bale 2015, als die Preproduktion für den Film schon angelaufen war, war der geplante Drehstart im Sommer 2016 hinfällig geworden. Mit der Verpflichtung von Hugh Jackman im März 2017 erhielt das Projekt neuen Aufwind, nachdem es bereits gescheitert schien. Noomi Rapace sollte Ferraris Frau verkörpern.

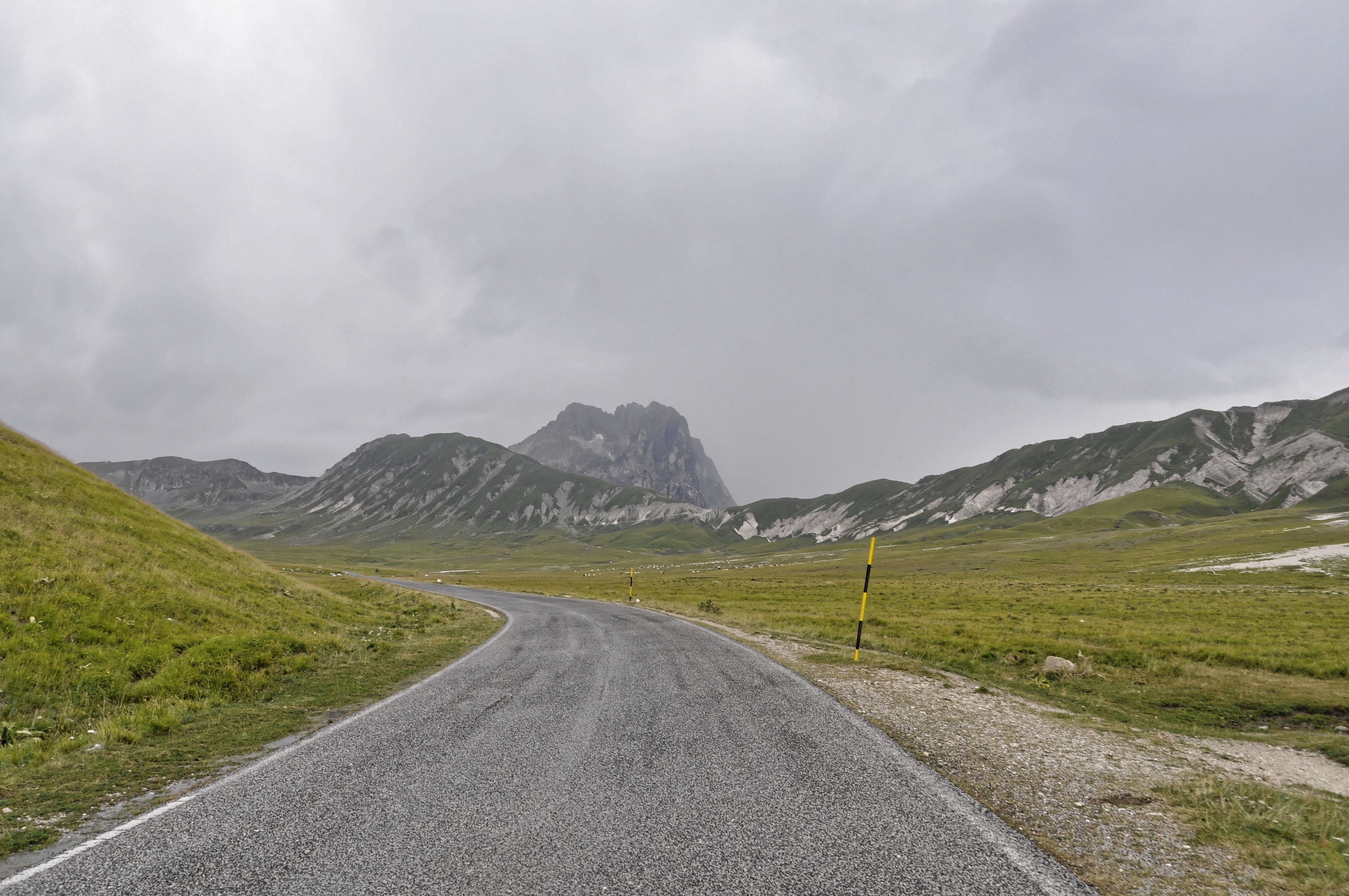
Straße auf dem Campo Imperatore, im Hintergrund der Gran Sasso

Trotz allem stagnierte das Projekt wegen fehlender Finanzierung. Erst 2020 wurde das Drehbuch fertiggestellt, mit dem beim Marché du film in Cannes nach Geldgebern gesucht wurde. Michael Mann rechnete damals mit einem Drehstart im Jahr 2021, allerdings konnte die Produktion erst 2022 beginnen. Das Budget des Films belief sich schließlich auf 90 Millionen US-Dollar. Im Februar 2022 wurde Adam Driver als Besetzung für Enzo Ferrari bekanntgegeben. Penélope Cruz spielt seine Frau Laura, während Shailene Woodley Lina Lardi, Enzos Geliebte, verkörpert.
Die Dreharbeiten begannen schließlich im Sommer 2022. Hauptdrehorte waren Orte in und bei Modena (Castelvetro di Modena, Fiorano Modenese, Maranello), Reggio Emilia und Novellara, Imola in der Emilia-Romagna und Brescia in der Lombardei. Die Unfallszenen wurden auf der Della Vittoria Straße (Hausnummer 9) bei Novellara gedreht. Andere Szenen wurden von Fonte Cerreto zum Campo Imperatore südlich des Gran Sasso d’Italia gedreht.

### Drehbuch
Das Drehbuch beruht auf dem 1991 erschienenen Buch Enzo Ferrari – The Man, The Cars, The Races, The Machine des Journalisten Brock Yates (1933–2016). Der Drehbuchautor Troy Kennedy Martin verwendete außerdem das Skript, das David Rayfiel (1923–2011) für die geplante Verfilmung durch Sydney Pollack erarbeitet hatte.

### Ausstattung
Die Kostüme entwarf der italienische Kostümbildner Massimo Cantini Parrini, das Set-Design die britische Filmarchitektin Maria Djurkovic, beide mehrmals Oscar-nominiert, ebenso wie der Editor Pietro Scalia.

### Fotografie, visuelle Effekte
Der visuelle Stil der Rennszenen unterscheidet sich deutlich von dem Stil, in dem Szenen aus dem Leben Enzo Ferraris gefilmt sind. Wie Messerschmidt in einem Interview ausführte, wollte Mann in den Szenen mit Enzo, dessen Frau und der Geliebten eine eher „klassische Fotografie, mit einer ruhigen Kameraführung und einem künstlerischen Blick“. Er empfahl seinem Kameramann, sich Bilder aus der italienischen Renaissance anzuschauen, speziell aus der Venezianischen Schule, auch Caravaggio und Rembrandt, „… diesem Stil italienischer Porträtkunst, dazu ein wenig niederländische Meister. Das war genau die Richtung, in die es mit der Lebensgeschichte gehen sollte.“
In den „aggressiv“ gefilmten Rennszenen arbeitete Messerschmidt mit VENICE 2-Digitalkamera und Skater Scope-Linsen, die die Gestaltungsmöglichkeiten des Kameramanns deutlich erweitern, und – wie Messerschmidt in einem Interview erläutert hat – vom Regisseur bevorzugt eingesetzt werden.
Für die Special effects ließ Michael Mann einen ferngesteuerten Rennwagen konstruieren, der in der Geschwindigkeit fahren konnten, wie Ferrari-Piloten üblicherweise ihre Rennen. Die Szene, in der der Wagen in die Luft fliegt, sich überschlägt, rotiert, bevor er in einer Böschung zu Boden kommt, wurde gleichzeitig mit 6 Filmkameras in nur einem Take aufgenommen. Für diese Szenen wurden Speziallinsen genutzt (Sensor Extension Kit Rialto 2), die von der Kamera selbst getrennt montiert werden können. Oft sind die Linsen an den Seiten der Wagen befestigt, also nur knapp über dem Asphalt, was die Kräfte, die hier am Werk sind, bildlich unterstreicht. „Wir platzierten sie [bei dem Unfallwagen] überall auf dem Wagen, auf die Stoßstangen, auf die Motorhaube, den Beifahrersitz, das Steuerrad, innen und außen auf die Türgriffe […]. Dieses spezielle System verschaffte uns eine enorme Freiheit, es ermöglichte eine expressive Kamera in einem Grad, der anders nicht erreichbar gewesen wäre, zumindest nicht in dieser Qualität“.
Verantwortlich für die Visuellen Effekte war David Sewell, VFX supervisor der Ingenuity Studios, London.

### Musik
Die Filmmusik entstand während des Filmdrehs komplett innerhalb einer Woche. Michael Mann, der mit einer der Rennszenen absolut unzufrieden war, bat Pemberton, der zwar gerade mit der Komposition zu Spider-Man: Across the Spider-Verse intensiv beschäftigt war, Musik zu dieser Sequenz zu schreiben. Pemberton benutzte dabei Motorengeräusche als integrativen Bestandteil des Score. Mann war mit dem Ergebnis hoch zufrieden und bat Pemberton, die Musik für den kompletten Film zu komponieren – allerdings innerhalb von nur einer Woche. Wie Pemberton der Journalistin des US-amerikanischen Filmportals Collier berichtete, fing er am Donnerstag an, und die Musik wurde am folgenden Mittwoch im Studio mit Orchester eingespielt.
Unterstützt wurden Pemberton und Messerschmidt „von einem herausragenden Sounddesign, das noch stärker das Gefühl verleiht, selbst mit an Bord dieser […] lebensgefährlichen Boliden zu sein“.

## Veröffentlichung
Ferrari sollte im Herbst 2023 veröffentlicht werden, woraufhin eine mögliche Teilnahme bei den 80. Internationalen Filmfestspielen von Venedig antizipiert wurde. Tatsächlich wurde der Film in den Hauptwettbewerb eingeladen, wo er am 31. August uraufgeführt wurde. Am 13. Oktober 2023 wurde Ferrari im Lincoln Center als Abschlussfilm des New York Film Festivals gezeigt.
Kinopremiere in Kanada und den USA war der 25. Dezember 2023, in der Schweiz der 26. Dezember. In Deutschland kam der Film nicht in die Kinos, sondern startete am 1. März 2024 mit einer Veröffentlichung auf Prime Video.

## Rezeption
Für Ferrari erhielt Michael Mann seine erste Einladung in den Wettbewerb um den Goldenen Löwen, den Hauptpreis des Filmfestivals von Venedig. Nach der Premiere am 31. August erhielten Mann und Driver stehende Ovationen von 71/2 Minuten.

### Kritik
Ferrari erhielt ein gutes Presseecho, was sich auch in den Auswertungen US-amerikanischer Aggregatoren widerspiegelt. So erfasst Rotten Tomatoes überwiegend positive Besprechungen und ordnet den Film dementsprechend als „Frisch“ ein. Laut Metacritic fallen die Bewertungen im Mittel „Grundsätzlich Wohlwollend“ aus.
Der Filmdienst lobt Ferrari als meisterlich inszenierte Filmbiografie über den Unternehmer, dessen geschäftlicher Wille zum Erfolg sich gegenüber Kollateralschäden als ähnlich rücksichtslos erweise wie seine Unentschlossenheit im Privatleben. „Inszenatorisch prallen intime Szenen dabei immer wieder auf Actionszenen rund um die Faszination für Motoren, Metall und Geschwindigkeit, die in ihrer Dynamik und physischen Wucht ihresgleichen suchen“.
Owen Gleiberman von Variety schreibt dem Film und seinem Regisseur eine enthusiastische Kritik: „Mann, der auf der Basis des großartigen Skripts des verstorbenen Troy Kennedy Martin arbeiten konnte, inszeniert die Story mit einer Meisterschaft, die in jedem Punkt in einer überreichen Authentizität gegründet ist, die von Autorennen, über Business bis hin zu ehelichen Zerwürfnissen reicht. Mann ist selbstverständlich auch ein fantastischer Techniker, seine Inszenierung der Mille Miglia ist überwältigend. Er macht aus dem Rennen eine Querfeldein-Odyssee des Schicksals, die sich einem ins Gedächtnis einbrennt. Es ist so, als sehe man Grand Prix in Fusion mit The Godfather. Die dramatische Größe von Ferrari besteht darin, dass er das Rennen oder das Leben nicht leichter macht als sie es sind. Im Film geht es um das Gewinnen, aber auch um den Preis, den man dafür zu zahlen hat.“

### Auszeichnungen
Der Film hat sechs Filmpreise gewonnen und wurde für 38 weitere nominiert.
AACTA International Awards 2024
- Nominierung als Beste Nebendarstellerin (Penélope Cruz)

British Academy Film Awards 2024
- Nominierung für den Besten Ton (Angelo Bonanni, Tony Lamberti, Andy Nelson, Lee Orloff & Bernard Weiser)

Gotham Awards 2023
- Michael Mann Gewinner des Tribute Award for Innovation[34]
- Nominierung als Beste Nebenrolle (Penélope Cruz)[35]

Cinema Audio Society Awards 2024
- Nominierung für den Besten Tonschnitt in einem Live-Action-Film[36]

Golden Reel Awards 2024
- Nominierung für den Besten Tonschnitt – Effekte und Foley[37]

National Board of Review Awards 2023
- Aufnahme in die Top-Ten-Filme[38]

National Society of Film Critics Awards 2024
- Runner-up als Beste Nebendarstellerin (Penélope Cruz)[39]

Satellite Awards 2023
- Nominierung als Bestes Filmdrama
- Nominierung als Beste Hauptdarstellerin – Drama (Penélope Cruz)
- Nominierung für die Beste Kamera (Erik Messerschmidt)
- Nominierung für das Beste Szenenbild (Maria Djurkovic & Sophie Phillips)
- Nominierung für den Besten Ton[40]

Screen Actors Guild Awards 2024
- Nominierung als Beste Nebendarstellerin (Penélope Cruz)